# Álbum A (Goya)

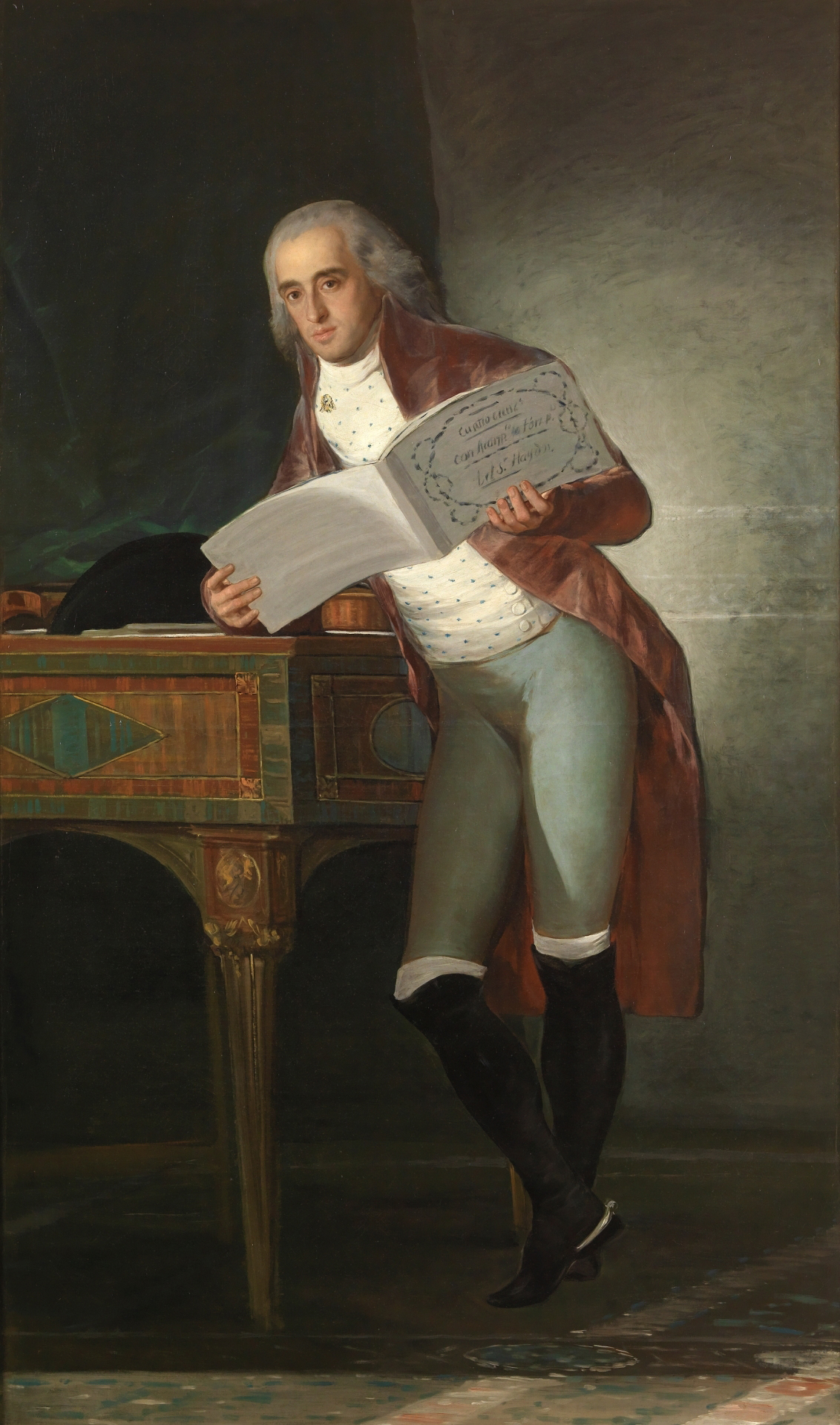
El duque de Alba, y XV duque de Medina Sidonia (Goya, 1795)

El Álbum A o Cuaderno pequeño de Sanlúcar es una colección de dibujos realizados por el pintor Francisco de Goya entre Sanlúcar de Barrameda y Doñana, en el verano de 1796, mientras estaba allí invitado por la XIII duquesa de Alba. Cayetana había enviudado recientemente; el duque de Alba murió inesperadamente en brazos de su esposa el 12 de junio de 1796.
El Museo del Prado conserva tres hojas de este álbum.

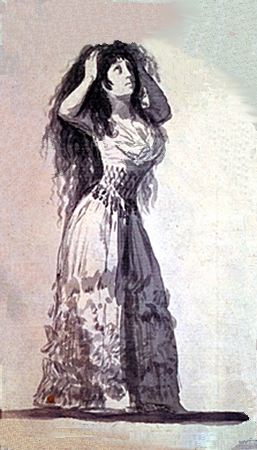
XIII Duquesa de Alba peinándose, dibujo del Álbum A.
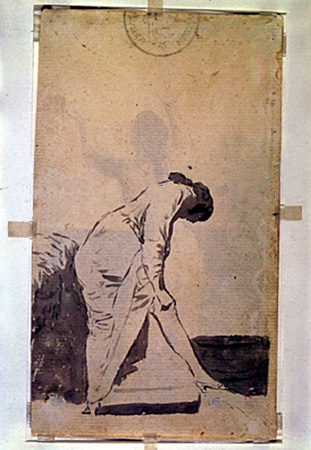
Dibujo del Álbum A, preparatorio del capricho Bien tirada está.

La técnica empleada es la aguada de tinta china aplicada con pincel, con retoques de lápiz negro y pluma. Este álbum es el punto de partida de Los caprichos. El tema de los dibujos son escenas cotidianas e íntimas protagonizadas por personajes femeninos entre los cuales se identifica a la propia duquesa y sus damas de compañía.